# Prince of Persia: The Sands of Time (film)
Prince of Persia: The Sands of Time är en amerikansk äventyrsfilm som hade biopremiär i USA den 28 maj 2010. Den baserar sig löst på datorspelet Prince of Persia: The Sands of Time av Ubisoft. Disney har rättigheterna till filmen, som regisserades av Mike Newell, och Jerry Bruckheimer är producent. Filmen hade Sverigepremiär den 19 maj 2010.

## Handling
I det antika, sagolika avlägsna landet Persien adopteras gatupojken Dastan av landets vise kung Sharaman. 15 år senare leder Dastan attacken mot den heliga staden Alamut som misstänks ha tillverkat vapen åt Persiens fiender. Men när kung Sharaman sen dödas och skulden läggs på Dastan måste Dastan och Alamuts prinsessa Tamina fly. Dastan och Tamina misstänker att kung Sharamans mördare är ute efter den speciella dolken vars ägare kan använda för att resa bakåt i tiden med. Med andra ord, den som har denna dolk i sin ägo skulle kunna ändra på en speciell tidpunkt, t.ex. en stor strid, och därmed bli mäktigast i världen. Denna någon som dödade kung Sharaman, vem det än är, får under absolut inga omständigheter lägga sina maktgalna fingrar på dolken med tidens sand.

## Rollista
- Jake Gyllenhaal - Dastan
- Ben Kingsley - Nizam
- Gemma Arterton - Prinsessan Tamina
- Alfred Molina - Schejk Amar
- Richard Coyle - Prins Tus
- Toby Kebbell - Prins Garsiv
- Steve Toussaint - Seso
- Ronald Pickup - Kung Sharaman
- Gísli Örn Garðarsson - Hassansin-ledaren
- Reece Ritchie - Bis
- William Foster - Yngre Dastan
- Elliot James Neale - Yngre Bis

### Fotnoter
1. ↑  ”Prince of Persia: The Sands of Time” (på engelska). Box Office Mojo. 28 maj 2010. http://www.boxofficemojo.com/movies/?id=princeofpersia.htm. Läst 8 september 2016.
2. ↑  Jane Magnusson (21 maj 2010). ”Prince of Persia – the sands of time”. Dagens nyheter. http://www.dn.se/kultur-noje/filmrecensioner/prince-of-persia-the-sands-of-time/. Läst 22 augusti 2016.
3. ↑  ”Prince of Persia: The Sands of Time”. Svensk filmdatabas. 19 maj 2010. http://www.sfi.se/sv/svensk-filmdatabas/Item/?type=MOVIE&itemid=70411. Läst 8 september 2016.